# Oscar Tietz

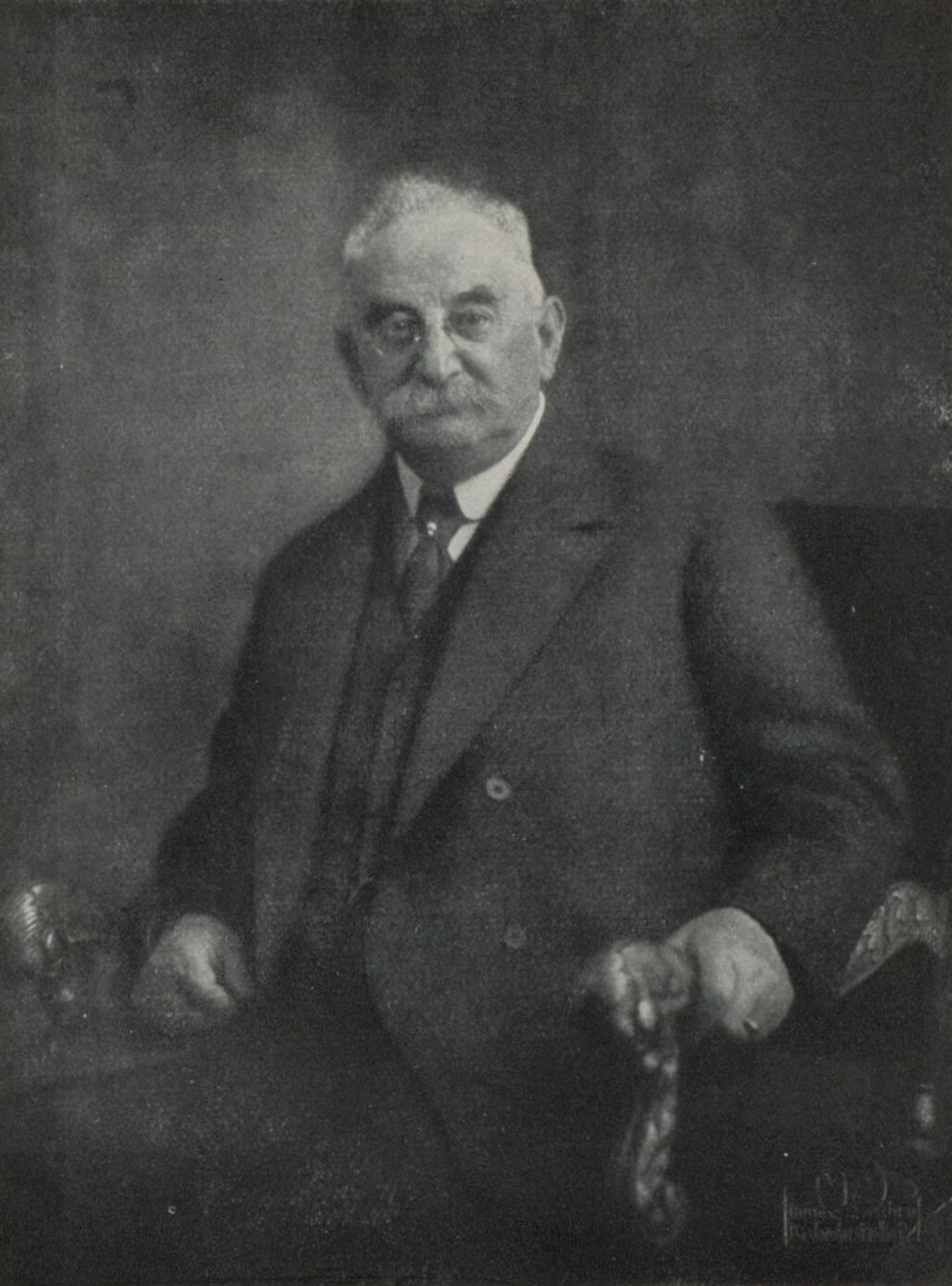
Oscar Tietz

Oscar Tietz (* 18. April 1858 in Birnbaum an der Warthe, Provinz Posen; † 17. Januar 1923 in Klosters) war ein deutsch-jüdischer Kaufmann und Unternehmer. Er war zuletzt Eigentümer des Warenhaus-Konzerns Hermann Tietz.

## Leben
Oscar Tietz wurde als Sohn des Fuhrmanns Jakob Tietz und seiner Frau Johanna geboren. Sein Bruder Leonhard Tietz (1849–1914) gründete in Stralsund ebenfalls ein Kaufhaus, aus dem sich der Kaufhof-Konzern entwickelte. Mit seiner Frau Betty (Rebecka) (1864–1947) bekam Oscar Tietz drei Kinder: Georg, Martin und Else, deren Ehemann Hugo Zwillenberg neben den Schwägern dritter Teilhaber des Unternehmens wurde.
Nach einer kaufmännischen Lehre und ersten Anstellungen eröffnete Oscar Tietz am 1. März 1882 mit finanzieller Unterstützung seines Onkels Hermann Tietz in Gera das Garn-, Knopf-, Posamentier-, Weißwaren- und Wollwarengeschäft Hermann Tietz, das bereits wesentliche Merkmale moderner Warenhäuser aufwies: Festpreise, Sofortzahlung und ein breites, nicht zusammenhängendes Sortiment. Ab 1886 eröffnete Tietz weitere Warenhäuser in verschiedenen deutschen Städten und 1900 schließlich auch in Berlin. Zur Eröffnungsfeier des Berliner Hauses, die „der Inbegriff alles Schönen“ gewesen sein soll, waren mehrere hundert Personen der besten Gesellschaft geladen. Allein das Büffet soll 5.000 Mark (entspricht heute etwa 42.000 EUR) gekostet haben. Nicht nur die Feier, sondern auch das Geschäftsmodell fand überregional Beachtung:

„Das Hauptgespräch der Berliner Frauenwelt und eines Theiles der Männerwelt bildet das neue […] Tietz'sche Waarenhaus in der Leipzigerstraße, das soeben mit 2500 – sage und schreibe zweitausendfünfhundert – Verkäufern und Verkäuferinnen in Betrieb gesetzt ist. Es ist ebenso groß, als das Wertheim'sche, das ebenfalls in der Leipzigerstraße liegt und dem Wettbewerbe dadurch begegnete, daß es einen Ausverkauf mit fabelhaft billigen Preisen in Scene setzte, worauf Tietz natürlich antwortete, so billig werde er immer verkaufen. […] Diese großen Waarenhäuser schlagen nicht nur die kleinen, sondern auch die größeren todt. Zunächst wird bei ihnen das Engrosgeschäft ganz ausgeschaltet. Der Detaillist kauft immer vom Großhändler; wir haben nun durch eine Umfrage bei Detaillisten verschiedener Branchen festgestellt, daß sie ihre Waaren durchschnittlich zum selben Preise vom Grossisten beziehen, wie Wertheim und Tietz sie an das Publikum abgeben, theilweise müssen sie aber noch mehr bezahlen. […] Soweit die Waarenhäuser nicht etwa eigene Fabriken haben, kaufen sie ihren Bedarf direct vom Producenten in so großen Massen, daß sie weit billiger einkaufen als der Grossist […]. Daher ist es so weit gekommen, daß manche Detaillisten schon einfach im Waarenhaus einkaufen, zum selben Preise, wie das Publikum, und die Waaren etwas theurer wieder verkaufen. […] Es läßt sich schon berechnen, daß in spätestens einem Vierteljahrhundert der ganze Berliner Kaufmannsstand ruinirt sein wird und vielleicht ein Dutzend Waarenhäuser das ganze Terrain beherrschen.“

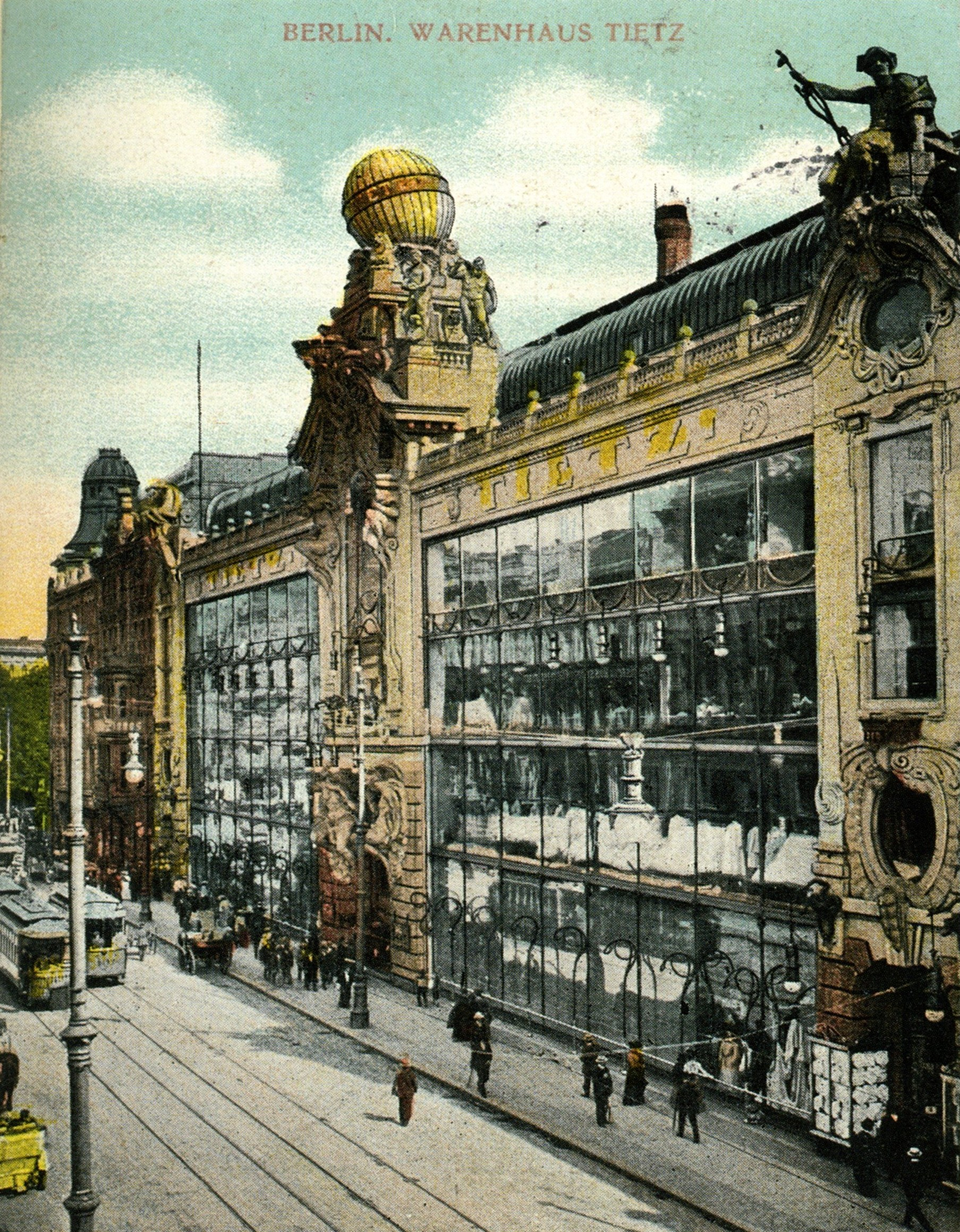
Warenhaus Tietz an der Leipziger Straße in Berlin

Oscar Tietz gründete 1903 den Verband Deutscher Waren- und Kaufhäuser (VDWK) und initiierte 1919 die Gründung der Hauptgemeinschaft des Deutschen Einzelhandels HDE, den heutigen Handelsverband Deutschland. Der VDWK wurde ihr Mitglied. 1909 trat Tietz der Gesellschaft der Freunde bei. Im Vorstand vom Hilfsverein der deutschen Juden und in der Repräsentantenversammlung der Jüdischen Gemeinde zu Berlin setzte er sich für die Aufnahme von Flüchtlingen ein, die 1903–1905 nach den antijüdischen Pogromen aus Russland geflohen waren. Auch sonst erwies sich Oscar Tietz als offener Geist: 1913 empfing er eine internationale Gruppe von Frauenrechtlerinnen zum Tee.

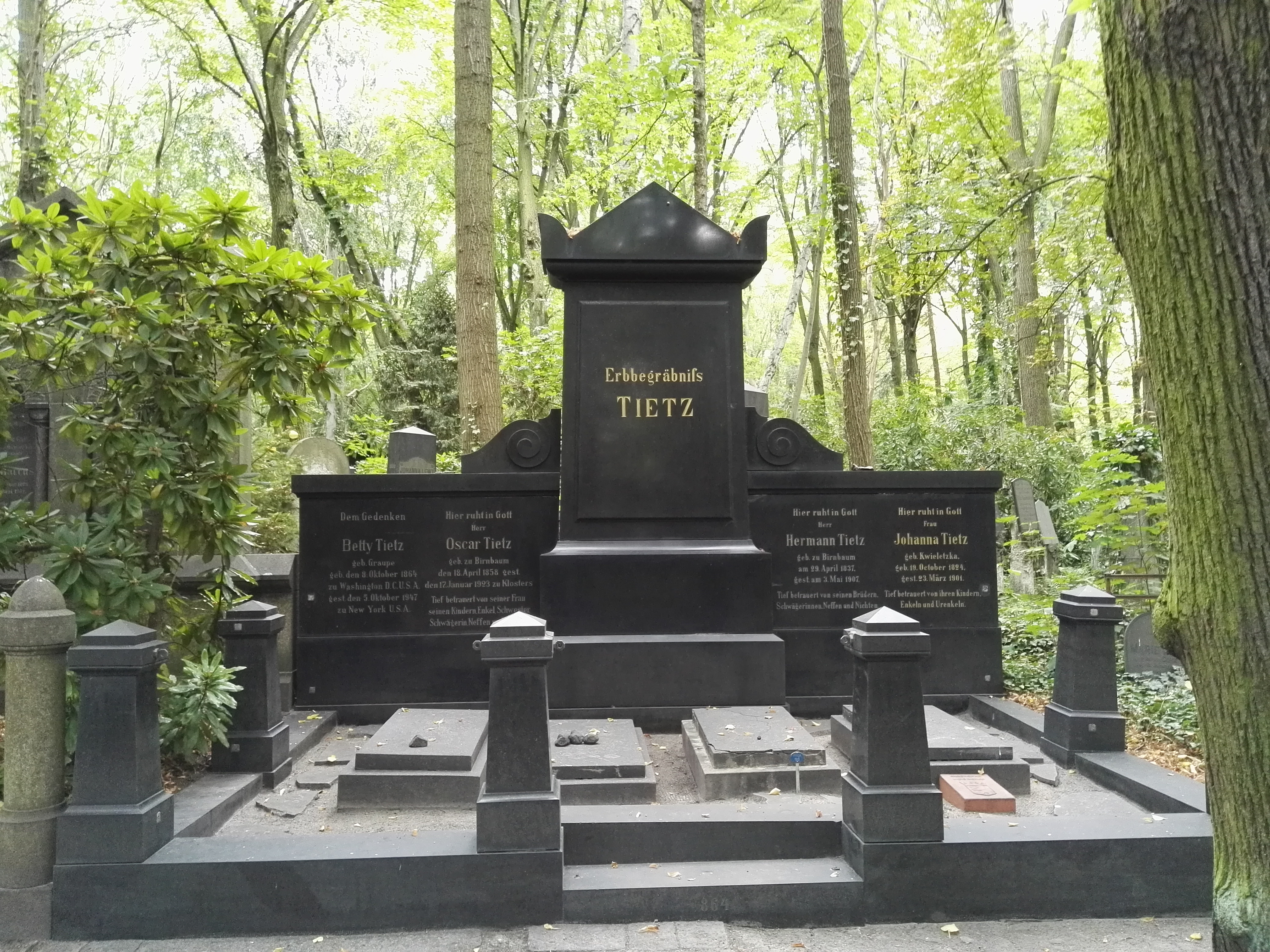
Grabstätte Tietz in Weißensee

Die Grabstätte der Familie befindet sich im Feld O2 des Jüdischen Friedhofs in Berlin-Weißensee. An seinem Geburtsort Birnbaum (heute Międzychód) erinnern ein Gedenkstein und ein Straßenname an ihn.